# Итаев, Саид-Ахмед Махмудович
Саид-Ахмед Махмудович Итаев (фр. Saïd Ahmed Mahmoudovitch Itaev; 1 августа 1982, Грозный, Чечено-Ингушская АССР, РСФСР, СССР) — французский борец вольного стиля, чемпион Франции, призёр Средиземноморских игр.

## Спортивная карьера
22 сентября 2009 года в датском Хернинге на чемпионате мира в первой схватке на стадии 1/16 финала встретился с Хосе Диазом из Венесуэлы. Первый период он выиграл со счетом 3:0. Второй период уступил Диасу 2:0. В решающем третьем периоде чуть более удачливым оказался Хосе Диаз. Ему удалось взять единственный балл. Впоследствии южноамериканскому борцу удалось дойти до полуфинала. А Итаев, увы, уже не мог продолжить соревнования, завершив турнир на итоговом 22 месте. В конце марта 2011 года в немецком Дортмунде на чемпионате Европы на стадии 1/8 финала боролся против поляка Масиежа Балавендера. Первый период выиграл 2:0, но второй и третий уступил с минимальным счетом — 0:2, 0:1, завершив соревнования на итоговом 19 месте.

## Спортивные результаты
- Средиземноморские игры 2009 — ;
- Чемпионат Средиземноморья по борьбе 2012 — ;

## Личная жизнь
Родился в 1982 году в Грозном. Он был третьим из пяти братьев. В 1994 году из-за российско-чеченского конфликта, он покинул страну и стал политическим беженцем на Украине. В 1996 году Саид возобновил тренировки в Херсоне. На Украине он задержался до 2001 года, успев войти в юношескую и юниорскую сборную этой страны. В 2001 году вернулся в Чечню, однако в 2003 году он переехал во Францию в Орлеан , где попросил убежища и был натурализован в 2007 году.
В декабре 2015 года его поместили под домашний арест, а в его доме провели обыск, поскольку в отношении него проводилось расследование в рамках антитеррористического расследования. Он сразу же заявил, что не имеет никакого отношения к обвинениям. Через некоторое время это положение было отменено.
Двое из пяти его сыновей Сейфулла и Абдурахман, оба родившиеся во Франции, посвятили себя борьбе, занимаются в спортивной школе Саргеммина. Сейфулла завоевал бронзовые медали на чемпионатах Европы среди юношей до 15 лет в 2018 и 2019 годах.